# Jacob Latimore

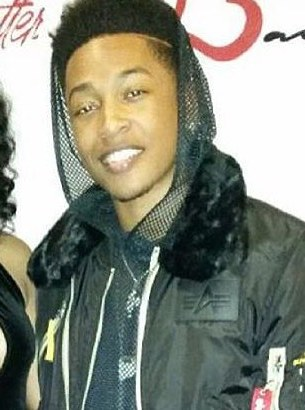
Jacob Latimore, 2015

Jacob O’Neal Latimore (* 10. August 1996 in Milwaukee, Wisconsin) ist ein US-amerikanischer Schauspieler, Sänger und Songwriter.

## Leben und Karriere
Latimore ist der einzige Sohn von Latitia Taylor und Jacob Latimore Sr. und wuchs in einer musikalischen Familie auf. Er ist der Cousin von Kenny, Trinita, Denise und K. J. Lattimore. Sein Onkel und sein Vater
waren Teil der Latimore Brothers.
Seine erste Single, Best Friend, wurde 2005 von Disney Radio veröffentlicht, als er neun Jahre alt war, im Jahr 2006 stellte er seine Single Superstar landesweit in der Maury Povich Show vor.
Mit der Unterstützung seiner Eltern und von Crown World Entertainment zog er 2007, im Alter von nur elf Jahren, nach Atlanta, um seine Musikkarriere zu starten. Neben seinen Singles veröffentlichte der R&B-, Pop- und Hip-Hop-Künstler, der von Usher beeinflusst wurde, Mixtapes und Extended Plays: darunter 2009 I Am the Future, 2012 This is Me, 2013 This is Me 2, 2020 Leo Season und TBA unter Zusammenarbeit mit Trevor Jackson.
Die Agentin Joy Pervis entdeckt Latimore für die Arbeit vor der Kamera und nahm ihn für erste Werbespots und Sprechrollen unter Vertrag. Seit 2009 ist Latimore auch als Schauspieler tätig und war seit dem in mehreren Filmen und Fernsehserien zu sehen. Seinen ersten Auftritt hatte er in einer Folge der Fernsehserie One Tree Hill und 2010 folgte eine erste Hauptrolle in dem Spielfilm Die Herrschaft der Schatten. Im selben Jahr unterzeichnete er seinen ersten großen Plattenvertrag mit Jive Records, heute RCA Records.
Heartbreak Heard Around The World, eine Zusammenarbeit mit dem Künstler T-Pain, erschien im Juni 2014. Sein Debütalbum Connection kam im Jahr 2016 in den Handel (US-R&B-Charts Platz 36, US-Indie-Charts Platz 42) und sein zweites Album, Connection2, wurde am 26. April 2019 veröffentlicht. Am 22. Mai 2020 erschien schließlich das dritte Album unter dem Titel C3. Latimore arbeitet neben Crown World Entertainment und RCA mit den Labels FTE, Jacob’s Ink und Empire.
2013 verkörperte er Langston in Black Nativity, 2014 übernahm er die Rolle des Ramon in Ride Along und war im selben Jahr in Maze Runner – Die Auserwählten im Labyrinth zu sehen. Im Jahr 2016 spielte er im Drama Verborgene Schönheit (Collateral Beauty) und 2017 in Detroit sowie in Sleight – Tricks & Drugs & Zauberei. In dem Film Bilal – Keine Ketten können dein Herz aufhalten aus dem Jahr 2019 übernahm Latimore eine Sprechrolle. Im Jahr 2020 war er in einer Nebenrolle in der Komödie Lady Business (Like a Boss) zu sehen und 2021 spielte er die Hauptrolle in L. A. Rebels – Ausbruch der Gewalt.
Eine wiederkehrende Rolle hat er in der seit 2018 ausgestrahlten HBO-Serie The Chi, in der er Emmett spielt.
Im deutschen Sprachraum wurde Latimore unter anderem von Patrick Baehr, Heinrich Bennke, Marco Eßer, Sebastian Fitzner, Julien Haggège, Julian-Elias Henneberg, Patrick Roche, Tobias Schmitz, Steven Sowah, Amadeus Strobl und Lucas Wecker synchronisiert.

## Auszeichnungen
Zwischen 2012 und 2015 war er jährlich für den YoungStars BET Award nominiert und 2014 beim Acapulco Black Film Festival für den Hollywood Award in der Kategorie „Best Ensemble Cast“ für Black Nativity. 2017 gewann er den AAFCA Award der African-American Film Critics Association in der Kategorie „Best Ensemble“ für Detroit. 2018 war er für den Black Reel Award for Television in der Kategorie „Outstanding Supporting Actor, Drama Series“ für The Chi nominiert.

## Filmografie (Auswahl)
- 2009: One Tree Hill (Fernsehserie)
- 2010: Die Herrschaft der Schatten
- 2011: Reed Between the Lines (Fernsehserie)
- 2012: The Finder (Fernsehserie)
- 2012: Jacob Latimore: You Come First (Musikvideo)
- 2013: Black Nativity
- 2014: Ride Along
- 2014: Maze Runner – Die Auserwählten im Labyrinth
- 2014: Survivor’s Remorse (Fernsehserie)
- 2015: Bilal – Keine Ketten können dein Herz aufhalten
- 2016: Sleight – Tricks & Drugs & Zauberei
- 2016: Verborgene Schönheit
- 2017: Detroit
- 2017: Krystal
- 2018: Candy Jar
- 2018: Superfly
- seit 2018: The Chi (Fernsehserie)
- 2019: L. A. Rebels – Ausbruch der Gewalt (Gully)
- 2019: The Last Summer
- 2019: Epic Night (Fernsehserie)
- 2020: Lady Business
- 2020: Unglaubliche Geschichten (Fernsehserie)
- 2022: Texas Chainsaw Massacre
- 2023: House Party
- 2023: In Deep (Kurzfilm)
- Panopticon